# Københavns Postcenter
Københavns Postcenter, oprindeligt Københavns Postterminal, var et bygningskompleks opført af Post & Telegrafvæsenet, der blev indviet den 15. november 1979 af Dronning Margrethe og Prins Henrik.
Københavns Postcenter blev projekteret i foråret 1967 i samarbejde med arkitektfirmaet Holm & Grut. Det blev opført på en grund ved Bernstorffsgade, hvor Københavns Postbanegård tidligere lå, mellem Centralpostbygningen og den nye Københavns Godsbanegård. Det oprindelige byggeprojekt var planlagt til at stå færdigt i 1973, men i 1972 blev projektet udvidet betydeligt, og blev dermed forsinket. Postterminalen, som den hed dengang, blev taget i brug i maj 1979 til sortering af postpakker, og i begyndelsen af 1980 til omkartering (sortering af brevpost).
Pakkesorteringen blev i begyndelsen af 2000erne flyttet til lejede lokaler i Priorparken i Brøndby. Københavns Postcenter overtog sorteringen af post fra hele det østlige Danmark efter Nordsjællands Postcenter i Tåstrup og Midtsjællands Postcenter i Ringsted blev nedlagt i slutningen af 2000erne. Københavns Postcenters brevsortering blev i 2017 flyttet til lejede lokaler i Høje Taastrup med betegnelsen Terminal Taastrup.
I 2014 satte PostNord Danmark Københavns Postcenter, Centralpostbygningen og Girobygningen til salg. Bygningerne, som indgår i det der kaldes for Postgrunden, blev solgt i marts 2015 til Danica Pension. Med udgangen af juli 2018 var størstedelen af Københavns Postcenter revet ned.